# Son Boricua
 (juillet 2022).
Si vous disposez d'ouvrages ou d'articles de référence ou si vous connaissez des sites web de qualité traitant du thème abordé ici, merci de compléter l'article en donnant les références utiles à sa vérifiabilité et en les liant à la section « Notes et références ».
Son Boricua est un orchestre de salsa basé à New York, fondé par Jose Mangual Junior. Le chanteur principal était Jimmy Sabater (en) jusqu'à sa mort en 2012.
Leur premier album est sorti en 1998. Leur musique est principalement de la salsa (style portoricain) et du mambo, à la fois des chansons originales et des reprises. 
Le nom du groupe provient des mots "Son", un genre musical cubain, et "Boricua" qui signifie portoricain.

## Discographie
- Son Boricua (Caiman Records, 1998)
- Musical A Cortijo-Rivera (Cobo, 2000)
- Mo-Jimmy Sabater Con Son Boricua (Cobo, 2001)
- Clasicos 60s (Cobo, 2002)
- Fabulosos 70s (Cobo, 2004)

## Membres
- Fondateur, directeur musical et bongos : Jose Mangual Jr.
- Timbales et chant : Jimmy Sabater
- Chant : Frankie Morales
- Piano : Hiram de Jésus
- Congas : Papo Pépin
- Chœurs : Willie Amadeo
- Vibraphone : Sonny Rivera
- Vibraphone : AJ Mantas
- Vibraphone : Mike Freeman
- Basse : Ray Martinez
- Basse : Rubén Rodríguez
- Bongos, congas : Ray Colon